# Marica Arsenović
Marica Arsenović (10 de octubre de 1962) es una deportista yugoslava que compitió en judo. Ganó una medalla de bronce en el Campeonato Europeo de Judo de 1984 en la categoría de +72 kg.

## Palmarés internacional
| Campeonato Europeo | Campeonato Europeo | Campeonato Europeo | Campeonato Europeo |
| Año                | Lugar              | Medalla            | Categoría          |
| ------------------ | ------------------ | ------------------ | ------------------ |
| 1984               | Pirmasens (RFA)    | Medalla de bronce  | +72 kg             |